# Lady Snowblood
Shurayukihime (bra/prt: Lady Snowblood) é um filme japonês de 1973 dirigido por Toshiya Fujita  e estrelado por Meiko Kaji, baseado no mangá homônimo escrito por Kazuo Koike. Este filme serviu de mote para toda a concepção do filme Kill Bill, de Quentin Tarantino.[carece de fontes?]

## Sinopse
O filme foi lançado na década de 1970, porém se remete à época do ano 7 do  Período Meiji no Japão, uma era de transição de sua cultura feudal para a revolução cultural e social, quando o país começou a tornar-se economicamente e tecnologicamente estável. Nesta época de instabilidade e caos nasce a Filha do Submundo, em uma prisão, onde permanece com sua mãe até a morte da mesma. Desde criança então Lady Snowblood é doutrinada a suprimir todo o sentimento de clemência ou piedade para sair em busca da vingança de sua mãe que havia sido estuprada e motivada a assistir o assassinato brutal sua família.

## Sequências, remakes e homenagens
O filme de Fujita tornou-se um clássico cult após o cineasta americano Quentin Tarantino assumir publicamente que a maior inspiração para seu filme de vingança de 2003, Kill Bill, foi baseado em Lady Snowblood. A personagem de Lucy Liu, O-ren Ishii, foi inspirada na protagonista, assim como a luta na neve de Kill Bill volume 1 foi baseada na cena final do filme ao som de "Shura No Hana" (popularmente conhecida como "The flower of carnage"), cantada por Meiko Kaji.
O filme também teve uma sequencia em 1974: Lady Snowblood 2: Love song of Vengeance.
O filme foi baseado no mangá homônimo escrito por Kazuo Koike e ilustrado por Kazuo Kamimura, publicado em formato de séries, dividido em vários livros. No Brasil é publicado pela Editora Conrad.